# فرانكلين جيبكواني
فرانكلين جيبكواني (بالإنجليزية: Franklin Chepkwony)‏ (من مواليد 15 يونيو 1984)، عداء كيني للمسافات الطويلة. أفضل وقت الشخصي لديه في الماراثون 02:06:11.
وكانت أول مشاركة لجيبكواني في ماراثون نيروبي عام 2011، وحقق المركز الثاني في زمن ساعتين وأحد عشر دقيقة .كانت بدايته الدولية الفوز في ماراثون زيوريخ الدولية عام 2012، في زمن قدره 02:10:57. وفي نفس العام تم اختيار جيبكواني أفضل شخصية عندما احتل المركز الثاني في ماراثون آيندهوفن في أكتوبر بتوقيت 02:06:11، متاخرا خلف مواطنه ديكسون جامبا ب25 ثانية.
في عام 2013، فاز فرانكلين جيبكواني بماراثون سيول الدولي في 02:06:59، وحصل على 80000 $ كجائزة للفوز في السباق تحت بتوقيت اقل من 02:10:00. وركض الماراثون الثاني له في هولندا في شهر أكتوبر، وحقق المركز السابع في زمن 02:09:53. [1] وفي نوفمبر فاز في نصف ماراثون بولون-بيانكور في فرنسا، محققا رقما قياسيا جديدا 01:00:11.

## روابط خارجية
- فرانكلين جيبكواني على موقع الاتحاد الدولي لألعاب القوى (الإنجليزية)